# Liste der Monuments historiques in Midrevaux
Die Liste der Monuments historiques in Midrevaux führt die Monuments historiques in der französischen Gemeinde Midrevaux auf.

## Liste der Objekte
| Bezeichnung                           | Beschreibung                               | Standort                     | Kennzeichnung | Schutzstatus | Datum | Bild |
| ------------------------------------- | ------------------------------------------ | ---------------------------- | ------------- | ------------ | ----- | ---- |
| Weihrauchschiffchen oder Ewiges Licht | Messing, versilbert, 19. Jahrhundert       | in der Kirche St-Rémy (Lage) | PM88001602    | Inscrit      | 2006  |      |
| Ampullen für die heilige Öle          | Silber, zweite Hälfte des 18. Jahrhunderts | in der Kirche St-Rémy (Lage) | PM88001200    | Classé       | 2009  |      |